# Ионова, Алла Ивановна
Алла Ивановна Ионова (род. 21 января 1936) — историк и юрист, специалист в области востоковедения и исламоведения; выпускница исторического факультета МГУ имени Ломоносова (1958); доктор исторических наук (по другим данным — юридических наук) с диссертацией об идеологии ислама в Юго-Восточной Азии (1980); профессор кафедры государственного управления и правового обеспечения государственной службы Российской академии государственной службы при Президенте РФ (1996); награждена орденом «Знак Почета».

## Работы
Алла Ионова является автором и соавтором нескольких десятков научных публикаций, включая ряд монографий, учебников и учебных пособий; она специализируется, в основном, на проблемах востоковедения и исламоведения:
- Ислам: проблемы идеологии, права, политики и экономики : Сб. ст. / АН СССР, Ин-т востоковедения; Отв. ред. А. И. Ионова. — М. : Наука, 1985. — 279 с.
- «Предпринимательство в мусульманском мире» (М., 1998) — об исламских правовых основах предпринимательской деятельности;
- «Региональные особенности организации управления и государственной службы в Российской империи» (М., 2001);
- «Этика и культура государственного управления» (М., 2003).
- Региональные особенности организации управления и государственной службы в Российской империи : Учеб. пособие / А. И. Ионова; Рос. акад. Гос. службы при Президенте Рос. Федерации. — М. : Изд-во РАГС, 2001. — 75 с.
- Современный ислам, человек и общество / А. И. Ионова, А. К. Султангалиева, П. С. Юсупов. — М. : Знание, 1991. — 63 с.; 20 см. — (Новое в жизни, науке. Культура и религия; N 7/1991).; ISBN 5-07-002011-0.
- Индонезийская буржуазия и рабочий класс. (1945—1960 гг.) [Текст] / АН СССР. Ин-т народов Азии. — Москва : Наука, 1966. — 139 с.
- «Мусульманский национализм» в современной Индонезии. (1945—1965) [Текст] / АН СССР. Ин-т востоковедения. — Москва : Наука, 1972. — 283 с.
- Изучение советскими учеными ислама на зарубежном востоке (1970—1982) : 31-й Междунар. конгр. по гуманит. наукам в странах Азии и Африки, 31 авг. — 7 сент. 1983 г., Токио — Киото. Секция 5 / А. И. Ионова. — М. : Наука, 1983. — 32 с.
- Социально-политическая проблематика в современном христианстве : [Сб. ст.] / Акад. обществ. наук при ЦК КПСС, Ин-т религиоведения и атеизма; Редкол.: А. И. Ионова и др. — М. : АОН, 1990. — 137 с.
- Некоторые вопросы активизации международного мусульманского движения : (Сокр. стеногр. лекции) / Л. Р. Полонская, А. И. Ионова. — М. : Знание, 1980. — 22 с.
- Бруней : История, экономика, политика / Л. М. Демин, А. А. Рогожин, Л. В. Ефанова и др.; Редкол.: А. И. Ионова (отв. ред.) и др. — М. : Наука, 1984. — 128 с.